# Рос, Джон де, 5-й барон де Рос
Джон де Рос (англ. John de Ros; приблизительно 1365 — 11 февраля 1394, Пафос, Кипр) — английский аристократ, 5-й барон де Рос с 1384 года. Участвовал в Столетней войне.

## Биография
Джон де Рос был старшим сыном Томаса де Роса, 4-го барона де Роса, и Беатрисы Стаффорд. Он унаследовал родовые владения и баронский титул в 1384 году после смерти отца. На тот момент Джон считался ещё несовершеннолетним, а потому его имущество оказалось под опекой графа Оксфорда. 5-й барон де Рос сражался с шотландцами в качестве рыцаря-баннерета (в 1383—1385 годах), в 1387 году принимал участие в очередном походе во Францию. Он отправился в паломничество в Святую землю, но на обратном пути в городе Пафос на Кипре скончался от болезни. Брак де Роса с Мэри Перси (дочерью Генри Перси, 3-го барона Перси, и Марии Ланкастерской) остался бездетным, так что земли и титул перешли к брату Джона — Уильяму.